# Nupserha sublenita
Nupserha sublenita är en skalbaggsart som beskrevs av Stephan von Breuning 1950. Nupserha sublenita ingår i släktet Nupserha och familjen långhorningar.
Artens utbredningsområde är Myanmar. Inga underarter finns listade i Catalogue of Life.